# Václav Procházka (lékař)
Doc. MUDr. Václav Procházka, Ph.D. (* 28. srpna 1961 Ostrava) je český lékař, který je součástí světového týmu zabývajícím se autologní transplantací kmenových buněk při léčbě kritické ischemické choroby dolních končetin (diabetická noha). Je certifikovanou osobou pro autologní transplantace buněk kostní dřeně.

## Kariéra
Vystudoval Lékařskou fakultu Palackého univerzity v Olomouci (1985), v roce 2004 zde získal titul Ph.D., absolvoval stáž v Paris Sud University s titulem MSc, v roce 2005 získal II. stupeň specializace v interní medicíně v oboru angiologie a v roce 2006 ukončil kurs u European Society of Neuroradiology (ECNR). Od roku 2009 do roku 2018 působil jako náměstek ředitele pro vědu a výzkum ve Fakultní nemocnici Ostrava.
Je členem domácích a mezinárodních vědeckých společností: Česká angiologická společnost (ČAS), Česká společnost intervenční radiologie (CNRS), Česká flebologická společnost (CFS), Česká neurologická společnost (ČNS) a dále International Angiology Society] (IAS), Cardiovascular Interventional Radiology Society of Europe (CIRSE), World Federation of Interventional and Therapeutic Neuroradiology] (WFITN) a Society for Cryobiology (SCB).
Od České angiologické společnosti získal několik ocenění: v roce 2004 za nejlepší publikaci v oboru cévních onemocnění, v roce 2011 a 2013 za nejlepší publikace a monografie roku v oboru angiologie. Je autorem desítek odborných článků zejména v oblasti cévních onemocnění a regenerativní medicíny.
Je spoludržitelem patentu Treating burn injuries with reduced hypertrophic scarring – patentu USA US 8,728,466 B2. 2014-05-20.